# Genkō
Genkō (japanisch 元弘) ist eine japanische Ära (Nengō), die nach dem gregorianischen Kalender zwei voneinander abweichende Zeitspannen umfasst. Von der vorangegangenen Gentoku-Ära an wird die kaiserliche Erblinie von zwei Kaisern beansprucht. Bis zur endgültigen Auftrennung in einen Nord- und einen Südhof in der Namboku-chō-Zeit, sind die Ärabezeichnungen zunächst noch gleich, die Zeitdauer der Ära für den Nord- und den Südhof unterscheiden sich in der Zeit des Beginns, enden jedoch am gleichen Tag. Die Ära Genkō beginnt für den Nordhof im Mai 1332, für den Südhof im September 1331. Die Ära dauerte für den Nordhof, in dem auf Kaiser Go-Daigo Tennō Kōgon folgte, bis März 1334. Im Südhof, in dem Go-Daigo Tennō blieb, dauerte die Ära ebenfalls bis März 1334. Der vorhergehende Äraname ist Gentoku, die nachfolgende Ära heißt für den Nordhof Shōkyō, für den Südhof und dann für beide Höfe gemeinsam Kenmu. Der Nordhof führt also mit Shōkyō eine zusätzliche Ärabezeichnung ein, die der Südhof nicht verwendet.
Der erste Tag der Genkō-Ära entspricht für den Nordhof dem 23. Mai 1332, für den Südhof dem 11. September 1331. Der letzte Tag der Genkō-Ära war für Nord- und Südhof der 4. März 1334. Die Genkō-Ära dauerte für den Nordhof drei Jahre oder 651 Tage, für den Südhof vier Jahre oder 906 Tage.

## Ereignisse
- 1331 Genkō-Krieg, vorübergehender Sieg Go-Daigos über das Kamakura-Shōgunat
- 1332 Das Shōgunat verbannt Go-Daigo auf die Oki-Inseln